# Weißwasser
Weißwasser (hornolužickosrbsky Běła Woda) je velké okresní město v Horní Lužici v německé spolkové zemi Sasko. Nachází se v zemském okrese Zhořelec a má přibližně 15 tisíc obyvatel. Leží na prameni řeky Strugy, přibližně směrem na jihovýchod od Sprembergu, Chotěbuze, severovýchodně od Budyšína, Drážďan, severně od Zhořelce (asi 40 km) a 110 km severozápadně Liberce.

## Historie
První písemná zmínka o Weißwasseru pochází z roku 1552. Obec byla postupně součástí Českého království, Saska a Pruska. V roce 1866 se v okolí začalo těžit uhlí, roku 1866 bylo zavedeno železniční spojení s Berlínem a od roku 1873 se Weißwasser stal střediskem sklářského průmyslu, kde se vyráběly žárovky i broušené sklo. V okolních borových lesích docházelo často k požárům, místní lesník Walter Seitz zde proto začal stavět protipožární hlásky a v roce 1902 si nechal tento vynález patentovat.
V roce 1935 byl Weißwasser povýšen na město. Za druhé světové války zde existoval pobočný ženský tábor Koncentračního tábora Gross-Rosen. Po válce nastal rozvoj průmyslu a energetiky a stavěla se nová sídliště, počet obyvatel v roce 1988 překročil 38 tisíc. Přechod na tržní hospodářství po roce 1990 vedl k zániku pracovních míst a odchodu mnoha osob v produktivním věku, počet obyvatel se do roku 2020 snížil na polovinu.
Symbolem města je vodárenská věž u nádraží, v níž byla zřízena restaurace. Ve třicátých letech zde působil architekt Ernst Neufert, který pro sklárnu navrhl modernistickou skladovací budovu. K místním zajímavostem patří i sklářské muzeum, Park bludných balvanů Nochten a lesní železniční dráha v Muskau. Město má také zoologickou zahradu, založenou roku 1966. Populárním místem rekreace je nedaleké jezero Halbendorfer See. Sídlí zde hokejový klub Lausitzer Füchse, který získal 25 titulů mistra NDR.

## Galerie

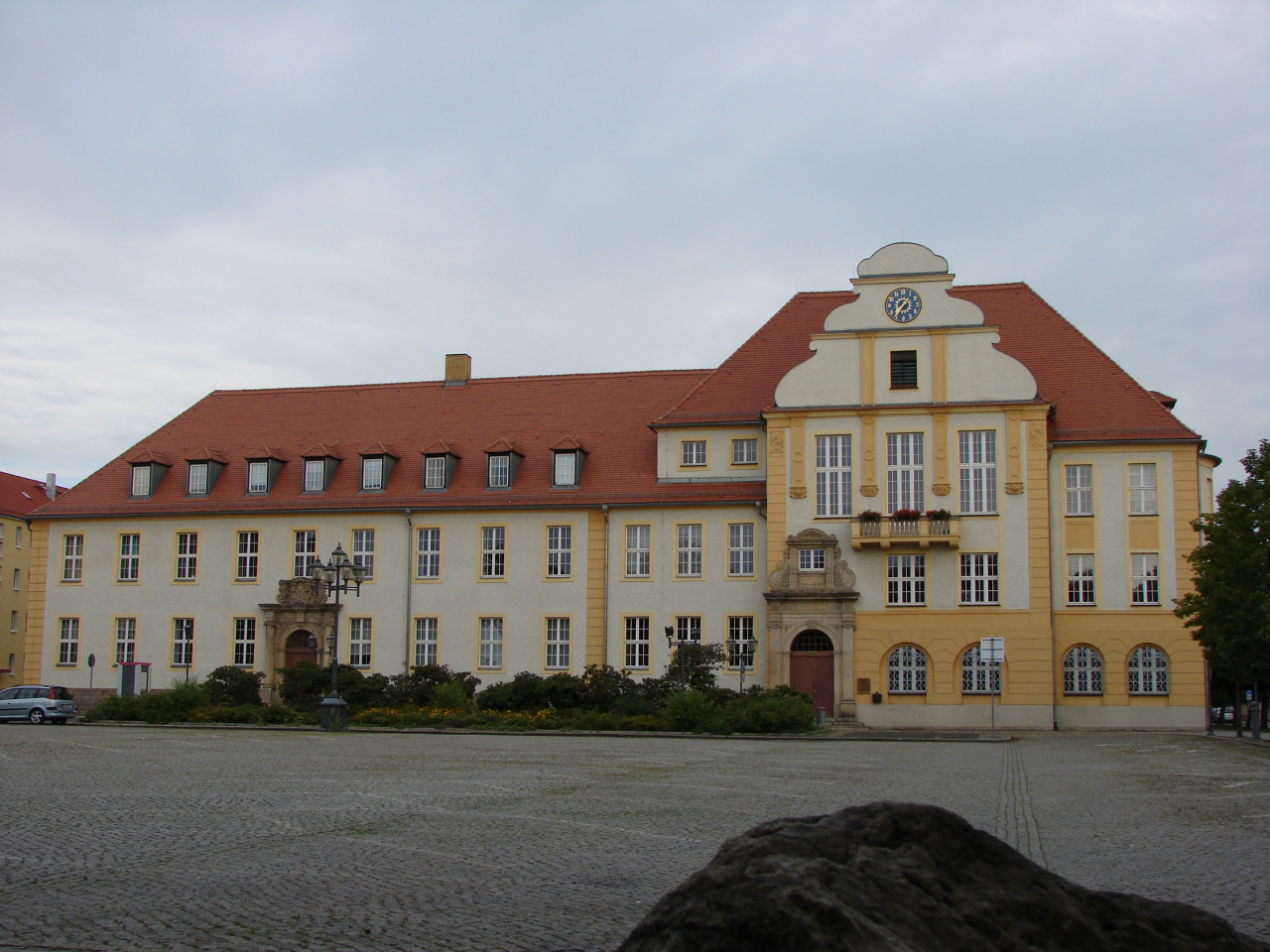
Radnice
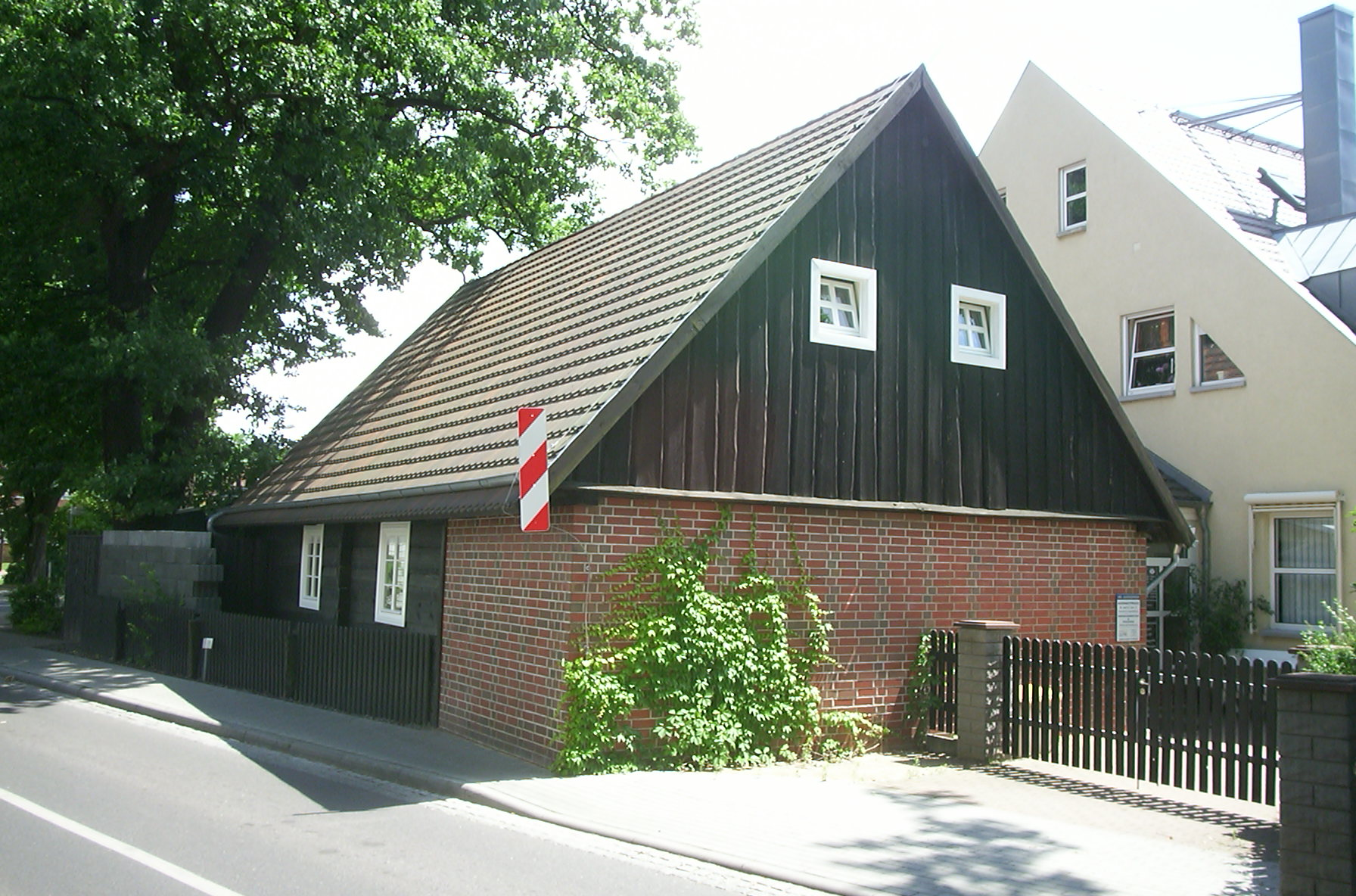
Stará zástavba
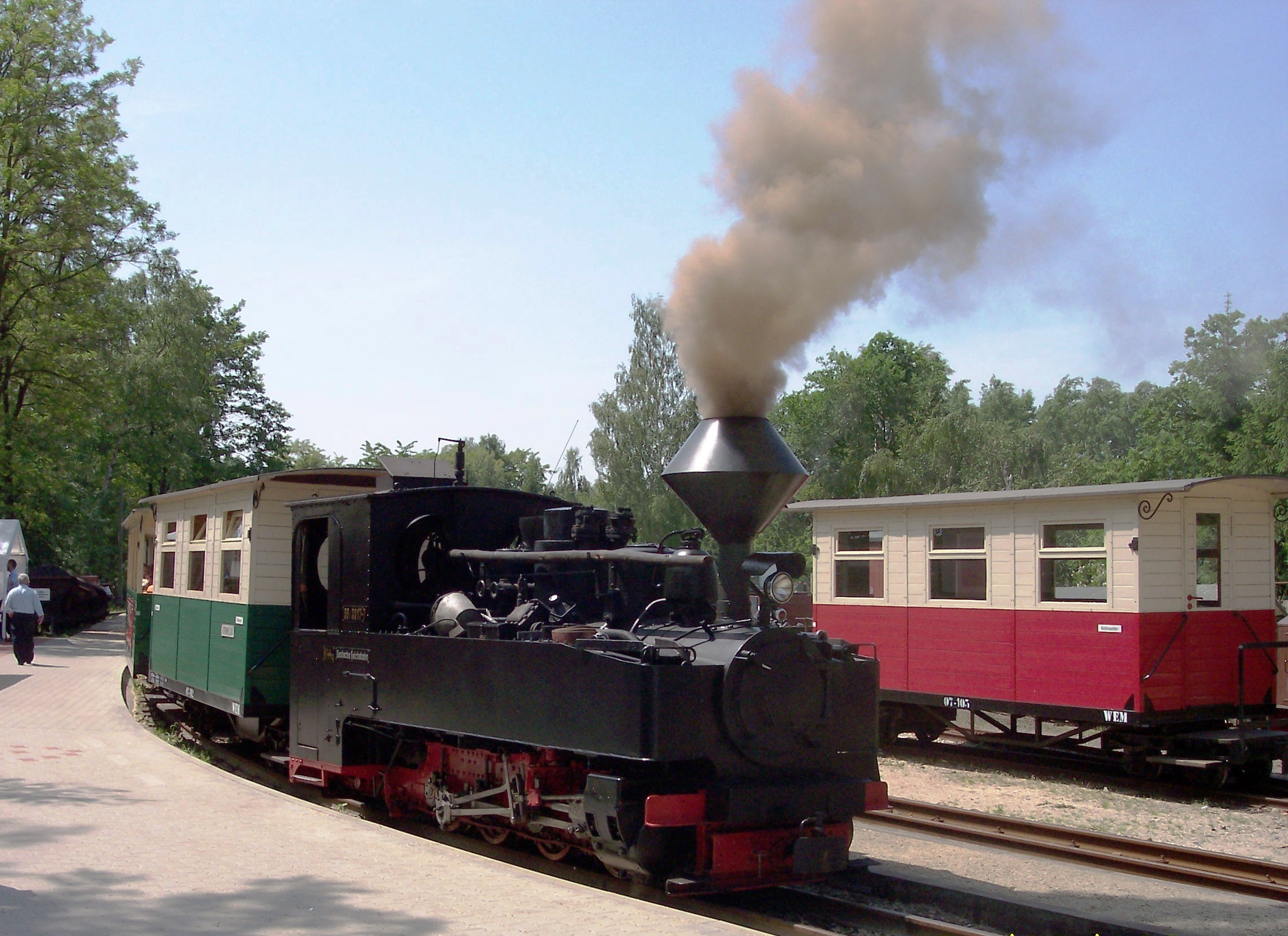
Lesní železnice Muskau
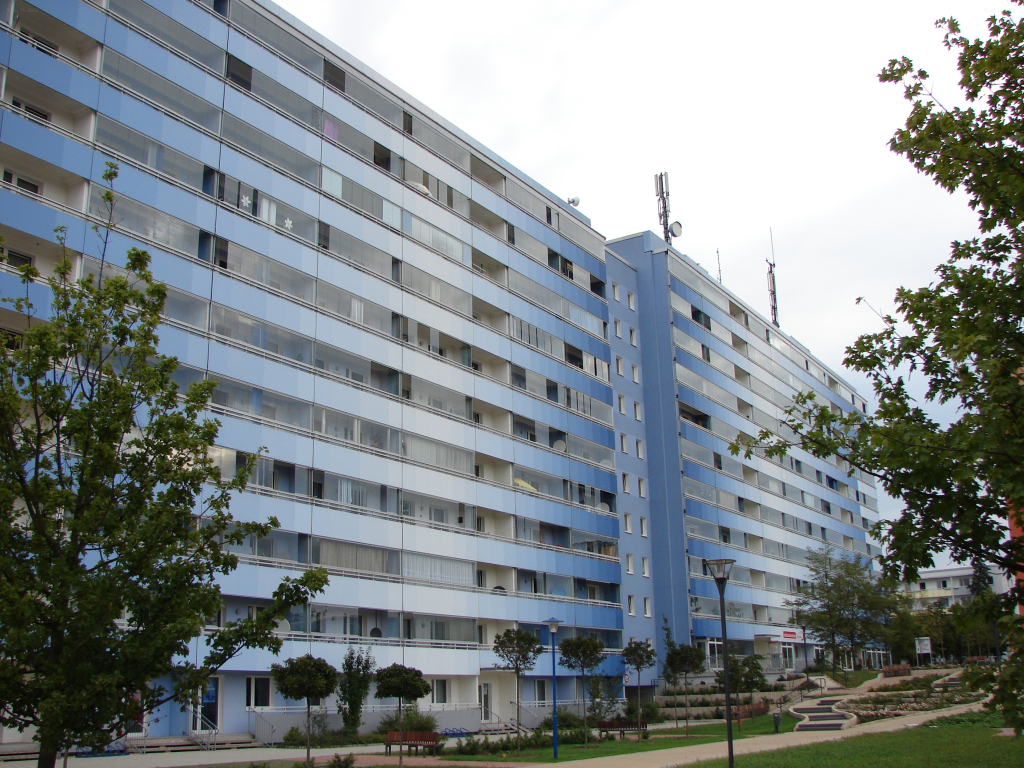
Dům „Modrý Anděl“